# Palau Congressional Library
Palau Congressional Library ist die Staatsbibliothek des pazifischen Inselstaates Palau.
Sie wurde am 18. August 1981 gegründet und ist im Gebäude des Palau National Congress in Koror untergebracht. Seit 1996 war der Congressional Librarian Harry Besebes der Leiter dieser Institution. Die Bibliothek verfügt über 5.000 Bände und erhält einen jährlichen Zuwachs von 350 Bänden. Die Bibliothek beschäftigt 2 Bibliothekare.
Die Kollektion sammelt schwerpunktmäßig die Gesetze, die der Congress erlassen hat, die Journale der Sitzungen, die Committee Reports zur Gesetzgebung und Richtlinien.
In der Bibliothek betreiben die Congressional Clerks auch die Analyse und Forschung zu den Parlaments-Dokumenten und indizieren die Neuzugänge. Die Bibliothek ist öffentlich zugänglich, aber kein Mitglied der International Federation of Library Associations and Institutions (IFLA).
Die Institution wurde vom Constitutional Government am 1. Januar 1981 eingerichtet.